# Alberto Enríquez Gallo
Alberto Enríquez Gallo (Latacunga, 24 juli 1894 – Quito, 13 juli 1962) was president van Ecuador van 1937 tot 1938.
Enríquez werd aangesteld als generaal in het Ecuadoraanse leger door Federico Páez en diende als minister van Defensie in zijn regering. In september 1937 pleegde hij een staatsgreep op Páez. Hoewel hij minder dan een jaar regeerde, bereikte Enríquez een status als sociaal hervormer door zijn afkondiging van de arbeidswet van 1938.
Enríquez wordt ook herinnerd om zijn langdurige conflict met de in de Verenigde Staten gevestigde South American Development Company over de voorwaarden voor de Ecuadoraanse concessie van het bedrijf en het loon dat het zijn Ecuadoraanse werknemers betaalde. Het bedrijf weigerde te voldoen aan Enríquez' smeekbede om meer van de winst van de mijnbouw aan Ecuador ten goede te laten komen en kreeg daarbij de steun van het Amerikaanse ministerie van Buitenlandse Zaken.